# حمض أسيتوم أوبيتيكوليك
حمض أسيتوم أوبيتيكوليك (بالإنجليزية: Obeticholic acid)‏ هو دواء يُستعمل في علاج التهاب الأوعية الصفراوية الصاعد، وتشمع الكبد، والتهاب الأقنية الصفراوية الأولي حسب إدارة الغذاء والدواء الأمريكية.